# 스가이 이치로

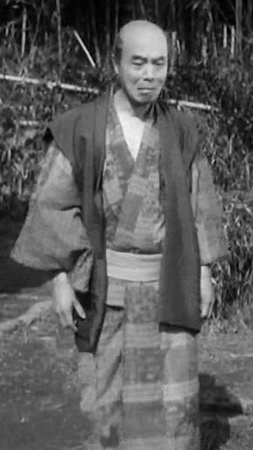

스가이 이치로(Ichiro Sugai, 1907년 7월 25일 ~ 1973년 8월 11일)는 일본의 배우, 영화 감독이다.
교토시에서 태어났다.

## 영화
- 야쿠자의 법칙 - 사형 (1969년)
- 인류학 입문 (1966년)
- 가메라 2 - 가메라 대 바루곤 (1966년)
- 검정 테스트 카 (1962년)
- 열쇠 (1959년)
- 나잇 드럼 (1958년)
- 한낮의 암흑 (1956년)
- 악마의 거리 (1956년)
- 신 헤이케 이야기 (1955년)
- 산쇼다유 (1954년)
- 치카마츠 이야기 (1954년) - 겜베이 역
- 게이샤 (1953년)
- 부산 (1953년)
- 애인 (1953년)
- 무국적자 (1952년)
- 오하루의 일생 (1952년)
- 애처 이야기 (1951년)
- 초여름 (1951년)
- 내 사랑은 불탄다 (1949년)
- 들개 (1949년)
- 쇼조 (1948년)
- 비밀스런 삶의 24시 (1947년)
- 전쟁과 평화 (1947년)
- 4개의 사랑 이야기 (1947년)
- 멋진 일요일 (1947년)
- 민주의 적 (1946년)
- 스가타 산시로 2 (1945년)
- 가장 아름다운 자 (1944년)
- 망루의 결사대 (1943년)
- 스가타 산시로 (1943년)
- 야영의 노래 (1938년)
- 애원협 (1937년)
- 신풍련 (1934년)
- 기원제 (1933년)
- 폭포의 흰 줄기 (1933년)
- 만주 건국의 여명 (1932년)
- 그래도 그들은 간다 (1931년)